# モニー・トン
モニー・トン（董敏莉、Monie Tung (Tung Man Lee)、1980年11月26日-）は、香港出身の歌手・女優。香港大学文学院卒業。種星堂所属。

## アルバム
- 2004年：『Monie Monie』

## 出演作品

### 映画
- 2003年：『新紮師姐』
- 2004年：『甜絲絲』 - 羅四喜 役
- 2005年：『半醉人間』
- 2005年：『AV』
- 2006年：『PG家長指引』
- 2006年：『鬼眼刑警』
- 2006年：『MY MOTHER IS A BELLY DANCER』（原題「師奶唔易做」） - Cherry 役
- 2006年：『傷だらけの男たち』
- 2007年：『性工作者十日談』（「セックスワーカー」の邦題で2010年アジアフォーカス・福岡映画祭で上映）
- 2007年：『單身部落』 - 美華 役
- 2007年：『危險人物』
- 2007年：『十分愛』 - Mary 役
- 2008年：『七月好風』（自主映画）
- 2008年：『無野之城』
- 2008年：『性工作者2我不賣身我賣子宮』（「崖っぷちの女たち」の邦題で2009年アジアフォーカス・福岡映画祭で上映）
- 2008年：『無野之城』
- 2009年：『游龍戲鳳』
- 2010年：『雨夜 香港コンフィデンシャル』（2010年大阪アジアン映画祭ほかで上映）

### テレビドラマ
- 2004年：TVBドラマ『赤沙印記@四葉草.2』 - 方敏(Mon-mon) 役
- 2005年：台湾アイドルドラマ『海豚愛上貓』
- 2006年：RTHK単元ドラマ『小琴』
- 2006年：RTHK単元ドラマ『歡樂滿屋』之 巡更
- 2006年：RTHK単元ドラマ『左鄰右里III 滋家歌』
- 2007年：香港ケーブルテレビドラマ『補習天后』 - 陸小魚 役
- 2008年：ATVドラマ『フレーミング・バターフライ』 - 霍心思 役

### その他の番組

#### Teen Power
- 2004年：半島冰室 I（その他の司会者：Angela、ウィルフレッド・ラウ）

#### 香港ケーブルテレビ
- 2008年：「峰」生水起精讀班掌相篇（その他の司会者：蘇民峰）

### CM
（デビュー前）
- ノキア携帯電話（一般広告）
- 中銀Why Notクレジットカード（一般広告）
- ネスレドラムスティック（一般広告）
- リーボック産品Catalog（一般広告）
- ソニー産品Catalog（一般広告）
- 元気寿司（一般広告）
- Lavenus（一般広告）
- 日之泉（テレビ広告）
- 湾仔水餃皇后（テレビ広告）
- 中銀Why Notクレジットカード（テレビ広告）
- ケンタッキーフライドチキン（テレビ広告）

（デビュー後）
- 2004年：リプトン中国ティーバッグ
- 2006年：ピザハット N発現（テレビ広告）

### 舞台
- 2004年：サミー&キティ歌劇団『お早う！マンハッタン』
- 2005年：三角関係劇団『快樂無罪4唔斷氣』

### 参加のMV
- 2004年：ウィルフレッド・ラウ - 『舊人』
- 2005年：アレックス・ラウ - 『北風』

### 参加のコンサート
- 2004年：許冠傑継続微笑コンサート（ゲスト出演）
- 2005年：ユニバーサルミュージック10周年コンサート